# Anagrus aegyptiacus
Anagrus aegyptiacus är en stekelart som beskrevs av Soyka 1950. Anagrus aegyptiacus ingår i släktet Anagrus och familjen dvärgsteklar. Inga underarter finns listade i Catalogue of Life.